# Он женщина, она мужчина
«Он женщина, она мужчина» (иер. трад. 金枝玉葉, упр. 金枝玉叶, кант.-рус.: Гам чи юк ип, англ. He's a Woman, She's a Man) — гонконгская романтическая комедия 1994 года режиссёра Питера Чана. Главные роли в фильме исполнили Лесли Чун, Анита Юань, Карина Лау, Эрик Цан, Лоуренс Чэн и Лау Ка-Ин.
Картина получила одиннадцать номинаций на 14-й Гонконгской кинопремии, одержав победу в двух из них.

## Сюжет
Лам Чи-вин (Анита Юань) является самой преданной поклонницей популярной певицы Розы (Карина Лау). У звезды роман со продюсером и автором песен Сэмом (Лесли Чун). Сэм объявляет конкурс талантов для мужчин, победителя которого он возьмёт под свое крыло. Тогда Лам замаскировывается под юношу и приходит на собеседование. Волей случая ей удаётся выиграть. Попав в дом Сэма, она понимает, что его отношения с Розой далеко не так идеальны, как это кажется на экране.

## Сиквел
В 1996 году вышел сиквел картины «Кто женщина, кто мужчина».

## В ролях
- Лесли Чун — Сэм Ку Ка-мин
- Карина Лау — Роза
- Анита Юань — Лам Чи-вин
- Эрик Цан — Тётушка
- Лоуренс Чэн — Чарльз Чоу Чу
- Лау Ка-Ин[англ.] — Джозеф
- Джордан Чан[англ.] — Ю Ло
- Джерри Лэмб[англ.] — Джордж
- Чен Суэт-Линг — Элис
- Кларенс Хуэй[англ.] — преподаватель вокала
- Нельсон Ченг — мужчина на вечеринке
- Патрик Цуй — Пол
- Джо Ченг — Питер
- Мантик Ю — жена Питера
- Джейкоб Чён — режиссёр MTV

## Награды и номинации
| Награды                     | Награды                             | Награды                                                                                       | Награды   |
| Кинопремия                  | Категория                           | Лауреат / претендент                                                                          | Результат |
| --------------------------- | ----------------------------------- | --------------------------------------------------------------------------------------------- | --------- |
| 14-я Гонконгская кинопремия | Лучший фильм                        | Он женщина, она мужчина                                                                       | Номинация |
| 14-я Гонконгская кинопремия | Лучшая режиссёрская работа          | Питер Чан                                                                                     | Номинация |
| 14-я Гонконгская кинопремия | Лучший сценарий                     | Джеймс Юен, Ли Чи-нгай, Элла Чан, Кларенс Хуэй, Джоджо Хуэй, Питер Чан, Йи Чунгман, Лесли Чун | Номинация |
| 14-я Гонконгская кинопремия | Лучшая мужская роль                 | Лесли Чун                                                                                     | Номинация |
| 14-я Гонконгская кинопремия | Лучшая женская роль                 | Анита Юань                                                                                    | Победа    |
| 14-я Гонконгская кинопремия | Лучшая мужская роль второго плана   | Джордан Чан                                                                                   | Номинация |
| 14-я Гонконгская кинопремия | Лучший новый актёр                  | Джордан Чан                                                                                   | Номинация |
| 14-я Гонконгская кинопремия | Лучшая работа художника             | Чунг Мэн Кеи, Кеннет И, Дора Нг                                                               | Номинация |
| 14-я Гонконгская кинопремия | Лучшая работа художника по костюмам | Кеннет И, Кэй Чунг-Ман                                                                        | Номинация |
| 14-я Гонконгская кинопремия | Лучшая музыка                       | Кларенс Хуэй, Цан-хэй Чи                                                                      | Номинация |
| 14-я Гонконгская кинопремия | Лучшая песня                        | Композитор: Дик Ли • Слова: Альберт Люнг • Исполнитель: Лесли Чун                             | Победа    |
| 31-я Золотая лошадь         | Лучшая песня                        | Композитор: Дик Ли • Слова: Альберт Люнг • Исполнитель: Лесли Чун                             | Номинация |